# Лавочне (Росія)
Ла́вочне (рос. Лавочное, башк. Лавочный) — село у складі Уфимського району Башкортостану, Росія. Входить до складу Красноярської сільської ради.
Село розмістилося біля озера Лавочне, що поблизу річки Білої.

## Населення
Населення — 2 особи (2010; 0 у 2002).
Національний склад:
- татари — 57 %

## Історія
Село Введенське заснували вільні державні селяни, а, згодом, землі поруч почали викупати поміщики (ймовірно родина Гладишевих). Назву отримало через побудовану тут поміщиком Сергієм Івановичем Аничковим у 1786 році церкву на честь Введення в Храм Божої Матері. До її парафії відносились декілька сусідніх поселень.
Згідно 3-ї Ревізії 1762 року Лавошне належало Гладишеву. У другій половині XVIII століття спадкоємці Гладишева продали землі прапорщику Кублицькому. То ж Лавошне відійшло Саві Семеновичу Кублицькому, що проживав з родиною в своєму маєтку Карамали (Кублицьке). У 1756 році Кублицький за станом здоров'я був звільнений з армії в чині капітана. Під час Пугачовського повстання брав участь в обороні Уфи, після чого знову повернувся на військову службу.
Під кінець століття Сава Семенович розділив землі поміж своїми дітьми, і маєток Лавошне відійшов до сина Івана — секунд-майора, який також служив секретарем в губернській канцелярії. Окрім цього, Іван Савич мав частки в селах Гладишево, Баланова, Турбасли та ще в чотирьох пустках.
Іван Савич успадкував кріпаків села Карамали не лише від батька, а й від братів Семена та Олександра Кублицьких. Деяких селян він відписав своїм дітям, а інших перевів до Лавошного. Частини земель отримали діти Івана Савича від першого шлюбу — Михайло, Олександра і найменшу частку отримала Ганна (у шлюбі Лазарева). На 1816 рік у Івана Кублицького налічувалось 14 дворових та 128 кріпаків, у Михайла Кублицького — 7 дворових та 54 кріпаки, в Олександри Кублицької 12 дворових та 27 кріпаків.
У 1827 році помирає Іван Кублицький, до народження дочки Марії. Найбільша частка маєтку переходить в управління його вдови, Варвари Євграфівни. Коли ж наприкінці 1840-х років пані Кублицька померла, землі відійшли до Марії Михайлівни, яка на той час вже була одружена зі значно старшим від неї відставним підполковником Павлом Івановичем Гіршем.
В середині XIX століття, вільних селян залишилось лиш 4 двори. Більшість земель належали вдові підполковника, — Марії Михайлівні Гірш. Станом на 1850 рік у неї налічувалось 276 душ кріпаків, у Олександри Кублицької — 99. Згодом невелику частину земель у 1861 році отримає кузина Марії Михайлівни — Олександра Василівна Лазарєва (дочка Ганни Іванівни Кублицької). Трьох кріпаків їй подарує тітка Олександра Іванівна.
Марія Гірш померла восени 1857 року в 30-річному віці, залишивши по собі 9 дітей. Її частина Лавочного перейшла до Павла Гірша, який віддав маєток під опіку прикажчика.
З 1861 року діяло церковно-парафіяльне училище для хлопчиків. Також розміщувались бакалійна та винна лавка. Стара дерев'яна церква в 1863 році була перебудована та повторно освячена восени 1892 року.
У 1863 році частка Лазаревої була здана в казну, а селяни Павла Гірша та Олександри Кублицької після Селянської реформи утворили дві громади: Гришинську (117 чол.) та Кублицьку (46 чол.).
З приходом радянської влади церкву розібрано та перенесено до села Красний Яр. Тут розмістилась сільська рада, а в наш час — мечеть.
Згідно «Всесоюзного перепису населення 1926 року» у с. Лавочне Уфимського кантону, Дмитрівської волості, проживало 510 осіб.
Село поступово опустіло і зараз виконує роль лиш дачного поселення.